# 帝人製機
帝人製機株式会社（ていじんせいき）は、かつて存在した繊維機械や産業機械、航空機部品などを製造していた企業で、ティーエスコーポレーション株式会社の2003年9月までの商号。
2003年9月29日、ナブコと持株会社方式で経営統合し、共同持株会社ナブテスコを設立した。2003年10月1日にティーエスコーポレーション株式会社に商号変更したが、2004年10月1日にナブコと共にナブテスコに吸収合併され完全統合した。

## 沿革
- 1944年8月 - 帝人航空工業株式会社を設立し、帝国人造絹絲（現・帝人）より分離独立[1]
- 1945年9月 - 帝人製機株式会社に改称[1]
- 1949年8月 - 大阪証券取引所1部に上場[1]
- 2003年9月 - ナブコとともに、新設のナブテスコに株式移転し、経営統合[1]
- 2003年10月1日 - ティーエスコーポレーション株式会社に商号変更[1]
- 2004年10月 - ナブテスコに吸収合併[1]